# Barbara Sierszuła
Barbara Sierszuła-Pilousova z domu Bobecka (ur. 28 marca 1947 w Zabrzu) – polska dziennikarka, wieloletnia korespondentka w Pradze.

## Życiorys
W 1970 ukończyła studia na Wydziale Filologicznym Uniwersytetu Warszawskiego. W latach 1977–1989 była związana z prasą Stronnictwa Demokratycznego (wydawnictwo „Epoka”, „Tygodnik Demokratyczny”). Od 1989 mieszka na stałe w Czechach. W latach 1991–1995 pracowała dla Radia Wolna Europa w Pradze. W 1991 została korespondentką „Rzeczpospolitej” w Czechosłowacji (później Czechach).
Zaangażowana w życie polonijne jest m.in. członkiem „Klubu Polskiego” w Pradze. Była redaktorem naczelnym polskiego czasopisma wydawanego w Czechach pod tytułem „Kurier Praski/Pražský Kurýr” (1991–2004). Odznaczona Krzyżem Kawalerskim Orderu Odrodzenia Polski (Polonia Restituta).
Zamężna z Jiřím Pilousem – pisarzem i publicystą.